# استر رول
 استر رول (انگلیسی: Esther Rolle؛ ۸ نوامبر ۱۹۲۰ – ۱۷ نوامبر ۱۹۹۸) یک هنرپیشه اهل ایالات متحده آمریکا بود.
از فیلم‌ها یا برنامه‌های تلویزیونی که وی در آن نقش داشته است می‌توان به رانندگی برای خانم دیزی، کوئین توانا اشاره کرد.
وی همچنین برنده جوایزی همچون جایزه امی شده است.